# Jakobovo število
Jakobovo števílo [jakobovo ~] (označba Ja) je v termodinamiki brezrazsežna količina, določena kot:
{\displaystyle \mathrm {Ja} ={\frac {c_{p}\Delta T}{h_{v}}}={\frac {\rho _{\rm {L}}c_{p}(T-T_{\rm {v}})}{\rho _{\rm {G}}q_{t}}}\!\,,}
kjer je {\displaystyle c_{p}} specifična toplota pri stalnem tlaku, {\displaystyle \Delta T} temperaturna razlika med fazama, {\displaystyle T} temperatura sistema, {\displaystyle T_{\rm {v}}} temperatura vrelišča, {\displaystyle q_{t}} talilna toplota, {\displaystyle \rho _{\rm {L}}} in {\displaystyle \rho _{\rm {G}}} pa gostoti kapljevine in plina. Imenuje se po nemškem fiziku Maxu Jakobu. Jakobo število je pomembno pri preučevanju transportnih pojavov in faznih prehodov, na primer pri vrenju.